# Keita Ide
Keita Ide (jap. 井出 敬大, Ide Keita; * 18. August 2001 in der Präfektur Chiba) ist ein japanischer Fußballspieler.

## Karriere
Keita Ide erlernte das Fußballspielen in der Jugendmannschaft vom Erstligisten Kashiwa Reysol. Hier unterschrieb er 2020 auch seinen ersten Profivertrag. Der Verein aus Kashiwa spielte in der ersten japanischen Liga, der J1 League. Ende Juni 2020 wechselte er zum Zweitligisten Tochigi SC nach Utsunomiya. Tochigi spielte in der zweiten Liga, der J2 League. Sein Zweitligadebüt gab er am 29. Juli 2020 im Auswärtsspiel gegen Thespakusatsu Gunma. Hier stand er in der Startelf und spielte die kompletten 90 Minuten.